# Chloratsprengstoffe
Chloratsprengstoffe (auch Chloratite) sind nichthomogene Sprengstoffe auf Basis von Chloraten. Verwendet werden Gemische von Chloraten der Alkalimetalle Natrium und Kalium mit kohlenstoffreichen organischen Verbindungen wie z. B. Holzmehl, Petroleum, Ölen, Fetten oder Nitroderivaten von Benzol, Toluol oder Naphthalin. Chloratsprengstoffe werden seit dem Ende des Zweiten Weltkriegs in Deutschland nicht mehr hergestellt.

## Geschichte
Der französische Chemiker Claude-Louis Berthollet erhielt 1786 durch Einleiten von Chlor in eine heiße Kaliumhydroxid-Lösung neben Kaliumchlorid ein bis dahin unbekanntes Salz, das Kaliumchlorat, das beim Erhitzen leicht Sauerstoff abgab. Berthollet nannte das neue Salz „überoxydiert salzsaures Kali“. Bald hatte er die Idee, das Chlorat als Ersatz von Kalisalpeter zur Herstellung eines neuen Schießpulvers zu verwenden, da ein mit Kaliumchlorat hergestelltes Produkt wesentlich explosiver als das herkömmliche war. Erste Versuche zusammen mit de Lavoisier in einer Staatspulverfabrik in Corbeil führten wegen der hohen Schlagempfindlichkeit des Chlorats zu mehreren tödlichen Unfällen. Zur Herstellung eines weniger gefährlichen Chloratsprengstoffs wurde zunächst der Schwefel weggelassen und später weitere Komponenten wie Stärke, Kolophonium oder Zucker als Ersatz für das Holzkohlepulver eingeführt. Wegen ungünstiger Auswirkungen auf die Schusswaffen, etwa Korrosion, wurde vom Einsatz als Schießpulver bald abgesehen. Die Chemiker P. A. Blake und Hermann Sprengel übernahmen ab 1870 das Prinzip der Initialzündung über Knallquecksilber für Chloratsprengstoffe, weshalb einige Chlorate auch als „Sprengelsche Sprengstoffe“ bezeichnet wurden. Als Komponenten setzte Sprengel erstmals neben Chlorat verschiedene – meist flüssige – organische Nitroverbindungen wie Nitrobenzol, Nitronaphthalin und Pikrinsäure ein.

## Eigenschaften und Typen
Chloratsprengstoffe sind nichthomogene Explosivstoffe, d. h., sie bestehen aus mindestens zwei Komponenten: einem starken Oxidationsmittel (Chlorat) sowie einem oxidierbaren Stoff. Bei den ersten Typen als Schießpulverersatz wurde das Kaliumchlorat mit Schwefel und Holzkohle vermischt, wobei ein explosionsstarkes, aber auch gegen Schlag und Reibung äußerst empfindliches Gemisch entstand. Alle späteren Chloratsprengstoffe enthielten anstatt Kohle und Schwefel andere oxidierbare Stoffe; dies waren zunächst einfache organische Gemische wie Stärke, Mehl oder Zucker. Später wurden flüssige organische Lösungsmittel – etwa flüssige Kohlenwasserstoffe – zugesetzt; die entstandenen Mischungen wurden als Chloratite bezeichnet. P. A. Blake, Hermann Sprengel und E. A. G. Street verwendeten zähflüssigere Öle und zusätzlich organische Nitroverbindungen, wodurch die Explosionsstärke erhöht und gleichzeitig die Reibungsempfindlichkeit herabgesetzt wurde. Bei Einsatz von zähen Lösungsmitteln werden die Chloratsprengstoffe als Cheddite bezeichnet. Das United States Dept. of the Army berichtete noch 1992 von der Produktion von Gelatine-Cheddite als Plastiksprengstoff für militärische Zwecke in der Schweiz.

### Chloratite
Chloratit 1 und Chloratit 2 bestehen aus 70–80 % bzw. 70–85 % Kalium- oder Natriumchlorat, 12–20 bzw. 10–20 % organischer Nitroverbindungen, jeweils 1–5 % Pflanzenmehl und 3–5 % Kohlenwasserstoffen, Ölen oder Fetten. Bei Chloratit 1 wurde noch 2–6 % Nitroglyzerin zugesetzt. Chloratit 3 enthält 88–91 % Kalium- oder Natriumchlorat, 9–12 % organische Kohlenwasserstoffe und einen Zusatz von Holzmehl. Die Detonationsgeschwindigkeit bei der Explosion beträgt für Chloratit 3 lediglich 3,35 km/s−1, seine Sprengkraft jedoch ~1 TNT-Äquivalente (Sprengkraft im Verhältnis zu der von TNT). Diese reibungsempfindlichen Mischungen sind weitgehend durch handhabungssichere Explosivstoffe verdrängt worden.

### Cheddite
Sprengstoffmischungen von Chloraten mit Binde-/Lösungsmitteln wie Ölen, Harzen oder Nitrocellulose unter Zusatz von Nitroverbindungen werden als Cheddite bezeichnet. Diese sind meist wesentlich zäher als die Chloratite und ähneln am ehesten dem Chloratit 2.

### Brisante Mischungen
Sehr brisant sind Mischungen mit leicht oxidierbaren Stoffen wie beispielsweise Schwefel, Phosphor, Iod und Kohlenstoff, die schon durch Reibung, Stoß oder Schlag explodieren können. Die brisantesten Mischungen sind mit rotem Phosphor und gelten bei feinster Vermischung als dynamitähnlich („Armstrongsche Mischung“). In der Technik werden Mengen im einstelligen Milligrammbereich daher nur nass vermischt und mit Bindemittel für Knallkorken und Zündblättchen verwendet. Die bei Vorlesungsversuchen angewendete Mischung der trockenen Komponenten mittels Vogelfeder ist zu gefährlich und unnötig, da nach A. Stettbacher in 96-prozentigem Ethanol die Mischung gefahrlos erfolgen kann und erst nach Verdunstung des Alkohols bei Druck Explosion erfolgt. Diese tritt auch bei Mischungen des Chlorats mit organischen Stoffen, z. B. Holzmehl oder Petroleum nach Reibung, Schlag oder Initialzündung ein. Hierdurch ist es schon oft zu Unfällen gekommen.

### Verwendungseinschränkung
In der EU dürfen Chloratsprengstoffe mit einem Chloratgehalt über 85 % nur noch im Salzbergbau eingesetzt werden.